# 사이언티픽 리포츠

사이언티픽 리포츠(Scientific Reports)는 자연 과학의 모든 영역을 다루는 네이처 포트폴리오(Nature Portfolio)에서 발행하는 피어 리뷰 오픈 액세스 과학 메가 저널이다. 이 저널은 2011년에 설립되었다. 이 저널의 목표는 제출된 논문의 인지된 중요성, 중요성 또는 영향이 아니라 오로지 과학적 타당성을 평가하는 것이라고 한다.
2016년 9월에는 PLOS ONE을 제치고 기사 수 기준 세계 최대 저널이 되었다.

## 요약 및 색인
이 저널은 케미컬 애브스트랙트 서비스, 과학인용색인, 그리고 선별적으로 인덱스 메디커스/MEDLINE/펍메드에서 요약되고 색인된다. 저널 인용 보고서에 따르면 이 저널은 2022년 피인용지수 4.6을 보유한다.

## 같이 보기
- 네이처 커뮤니케이션즈